# Heuchelheim an der Lahn
Heuchelheim an der Lahn (amtlich: Heuchelheim a. d. Lahn, bis zum 16. März 2019 Heuchelheim) ist eine Gemeinde im mittelhessischen Kreis Gießen und schließt sich unmittelbar westlich an die Kreisstadt Gießen an. Die rund 8000 Einwohner verteilen sich auf die beiden Ortsteile Heuchelheim (5800 Einwohner) und Kinzenbach (2200 Einwohner). Die beiden Orte schlossen sich am 1. April 1967 zur Gemeinde Heuchelheim zusammen.
Heuchelheim gehört zur Kooperation Gleiberger Land, einem Landstrich zwischen Gießen und Wetzlar. Der Hauptort liegt an der Bieber, nur etwa einen Kilometer vor deren Mündung in die Lahn.

## Geografie
Heuchelheim grenzt im Norden an die Gemeinden Biebertal und Wettenberg, im Osten an die Stadt Gießen, im Südwesten an die Stadt Wetzlar sowie im Westen an die Gemeinde Lahnau (beide Lahn-Dill-Kreis). Heuchelheim bildet mit Wettenberg, Biebertal und Lahnau das Gleiberger Land.

## Geschichte
Historische Namensformen
In erhaltenen Urkunden wurde Heuchelheim unter den folgenden Ortsnamen erwähnt (in Klammern das Jahr der Erwähnung):
- Uchilheim (bzw. Uchelheim), 774 (oder 779) in Urkunde 3121 bzw. 3696b des Lorscher Codex[4]
- Hucheleim, de (1237 (?)) [Gudenus, Codex diplomaticus sive anecdotorum 1 S. 546 Nr. 221]
- Huchilnheim, in (1245) [Gudenus, Codex diplomaticus sive anecdotorum 2 S. 84 Nr. 59]
- Hahelheym, de (1257) [Wenck, Hessische Landesgeschichte 2,1 Urkundenbuch, S. 182 Nr. 156]
- Huchelem, de (1265) [Wyss, Urkundenbuch der Deutschordens-Ballei 1, Nr. 215]
- Huchelinheim, in (1295) [Baur, Hessische Urkunden 1 (Starkenburg und Oberhessen), Nr. 1304]

### Ortsgeschichte
Heuchelheim taucht das erste Mal 774 (oder 779) in Urkunde 3121 bzw. 3696b des Lorscher Codex auf. Es wurde als Uchilheim (bzw. Uchelheim) verschriftlicht. Es liegt urgermanisch hukil zugrunde (‚Siedlung auf dem Hügel‘). Heuchelheim ist ein Fundort ubischer Münzen.
Die Statistisch-topographisch-historische Beschreibung des Großherzogthums Hessen berichtet 1830 über Heuchelheim:

„Heuchelheim (L. Bez. Giessen) evangel. Pfarrdorf; liegt auf dem rechten Lahnufer an dem Bieberbach, so wie an der Straße von Giessen nach Gladenbach, und 1⁄2 St. vom ersteren Orte entfernt. Man findet 185 Häuser und 1139 Einwohner, die außer 1 Katholiken und 25 Juden evangelisch sind, so wie 1 Kirche, 1 Rathhaus, 1 Walk- und 1 Mahlmühle; letztere von einer großen Linde beschattet, ist einer der gewöhnlichen Vergnügungsorte der Giesser Studenten. – Heuchelheim gehörte zu den Gleibergischen Besitzungen, und wurde später, mit andern Orten, zwischen Hessen und Nassau in Gemeinschaft besessen, bis bei einer Abtheilung, 1585, der Ort ausschließend an Hessen kam.“

Bis zum Jahr 1967 gehörten die seinerzeit selbständigen Gemeinden Heuchelheim und Kinzenbach unterschiedlichen Landkreisen an. Während Heuchelheim bereits damals zum Landkreis Gießen gehörte, lag Kinzenbach im Landkreis Wetzlar. Anfang der 1960er Jahre bildeten beide Gemeinden eine Schulzweckgemeinschaft, die schließlich zum Zusammenschluss zur Großgemeinde Heuchelheim am 1. April 1967 führte. Von 1977 bis 1979 gehörte Heuchelheim im Zuge der Gebietsreform in Hessen administrativ geschaffenen Stadt Lahn, die aus Gießen, Wetzlar und den dazwischen liegenden Orten gebildet wurde. Innerhalb der Stadt Lahn bildeten Heuchelheim und Kinzenbach den Stadtbezirk Heuchelheim. Als ein letztes Überbleibsel aus dieser Zeit besteht noch heute eine stadtbusartige Verbindung zwischen Gießen, Heuchelheim, Lahnau und Wetzlar. Von 1949 bis 1957 hatte Heuchelheim eine Oberleitungsbuslinie von Gießen, die Linie 4, die später mit Dieselbussen betrieben wurde. Sie hielt an den Haltestellen Bahnhof, Liebigstraße, Selterstor, Goetheschule, Oswaldsgarten, Hessenhalle, Heuchelheim Ost, Bahnstraße, Ludwig-Rinn-Straße und Haag. 1998 wurde die Linie 4 mit der Buslinie 21 nach Wetzlar zusammengelegt und trägt nun die Nummer 24.

### Verwaltungsgeschichte im Überblick
Die folgende Liste zeigt die Staaten und Verwaltungseinheiten, denen Heuchelheim angehört(e):

- 769/78: Lahngau, Mark Wißmar
- 1394, 1412: Gericht zu Heuchelheim
- 1363: Gericht des gemeinen Landes an der Lahn (Kondominium: Grafschaft Nassau und Landgrafschaft Hessen)
- vor 1567: Heiliges Römisches Reich, Landgrafschaft Hessen, Amt Gießen, Gericht Heuchelheim (Kondominium)[10]
- ab 1567: Heiliges Römisches Reich, Landgrafschaft Hessen-Marburg, Amt Gießen, Gericht Heuchelheim (Kondominium)
- ab 1585: Heiliges Römisches Reich, Landgrafschaft Hessen-Marburg, Amt Gießen, Gericht Heuchelheim (wird rein hessisch)
- 1604–1648: Heiliges Römisches Reich, strittig zwischen Landgrafschaft Hessen-Darmstadt und Landgrafschaft Hessen-Kassel (Hessenkrieg)
- ab 1648: Heiliges Römisches Reich, Landgrafschaft Hessen-Darmstadt, Oberfürstentum Hessen, Oberamt Gießen (ab 1789), Gericht Heuchelheim[11]
- ab 1806: Großherzogtum Hessen,[Anm. 2] Fürstentum Oberhessen, Landamt Gießen[12][13]
- ab 1815: Großherzogtum Hessen, Provinz Oberhessen, Landamt Gießen[14]
- ab 1821: Großherzogtum Hessen, Provinz Oberhessen, Landratsbezirk Gießen[Anm. 3]
- ab 1832: Großherzogtum Hessen, Provinz Oberhessen, Kreis Gießen
- ab 1848: Großherzogtum Hessen, Regierungsbezirk Gießen
- ab 1852: Großherzogtum Hessen, Provinz Oberhessen, Kreis Gießen
- ab 1867: Norddeutscher Bund, Großherzogtum Hessen, Provinz Oberhessen, Kreis Gießen
- ab 1871: Deutsches Reich, Großherzogtum Hessen, Provinz Oberhessen, Kreis Gießen
- ab 1918: Deutsches Reich, Volksstaat Hessen, Provinz Oberhessen, Kreis Gießen
- ab 1938: Deutsches Reich, Volksstaat Hessen, Landkreis Gießen[15][Anm. 4]
- ab 1945: Deutsches Reich, Amerikanische Besatzungszone,[Anm. 5] Groß-Hessen, Regierungsbezirk Darmstadt, Landkreis Gießen
- ab 1946: Deutsches Reich, Amerikanische Besatzungszone, Hessen, Regierungsbezirk Darmstadt, Landkreis Gießen
- ab 1949: Bundesrepublik Deutschland, Hessen, Regierungsbezirk Darmstadt, Landkreis Gießen
- ab 1967: Bundesrepublik Deutschland, Hessen, Regierungsbezirk Darmstadt, Landkreis Gießen
- ab 1977: Bundesrepublik Deutschland, Hessen, Regierungsbezirk Darmstadt, Stadt Lahn
- ab 1979: Bundesrepublik Deutschland, Hessen, Regierungsbezirk Darmstadt, Landkreis Gießen
- ab 1981: Bundesrepublik Deutschland, Hessen, Regierungsbezirk Gießen, Landkreis Gießen

### Gerichte seit 1803
In der Landgrafschaft Hessen-Darmstadt wurde mit Ausführungsverordnung vom 9. Dezember 1803 das Gerichtswesen neu organisiert. Für die Provinz Oberhessen wurde das „Hofgericht Gießen“ als Gericht der zweiten Instanz eingerichtet. Die Rechtsprechung der ersten Instanz wurde durch die Ämter bzw. Standesherren vorgenommen und somit war für Heuchelheim das „Landamt Gießen“ zuständig. Das Hofgericht war für normale bürgerliche Streitsachen Gericht der zweiten Instanz, für standesherrliche Familienrechtssachen und Kriminalfälle die erste Instanz. Übergeordnet war das Oberappellationsgericht Darmstadt.
Mit der Gründung des Großherzogtums Hessen 1806 wurde diese Funktion beibehalten, während die Aufgaben der ersten Instanz 1821 im Rahmen der Trennung von Rechtsprechung und Verwaltung auf die neu geschaffenen Land- bzw. Stadtgerichte übergingen. „Stadtgericht Gießen“ war daher von 1821 bis 1879 die Bezeichnung für das erstinstanzliche Gericht, das für Heuchelheim zuständig war.
Anlässlich der Einführung des Gerichtsverfassungsgesetzes am 1. Oktober 1879 wurden die bisherigen Land- und Stadtgerichte im Großherzogtum Hessen aufgehoben und durch Amtsgerichte an gleicher Stelle ersetzt. Ebenso verfuhr man mit den als Obergerichten fungierenden Hofgerichten, deren Funktion nun die neu errichteten Landgerichte übernahmen. Die Bezirke des Stadt- und des Landgerichts Gießen wurden zusammengelegt und bildeten nun zusammen mit den vorher zum Landgericht Grünberg gehörigen Orten Allertshausen und Climbach den Bezirk des neu geschaffenen Amtsgerichts Gießen, welches seitdem zum Bezirk des als Obergericht neu errichteten Landgerichts Gießen gehört. Zwischen dem 1. Januar 1977 und 1. August 1979 trug das Gericht den Namen „Amtsgericht Lahn-Gießen“, der mit der Auflösung der Stadt Lahn wieder in „Amtsgericht Gießen“ geändert wurde. In der Bundesrepublik Deutschland sind die übergeordneten Instanzen des Amtsgerichts Gießen das Landgericht Gießen, das Oberlandesgericht Frankfurt am Main sowie der Bundesgerichtshof als letzte Instanz.

## Bevölkerung

### Einwohnerstruktur 2011
Nach den Erhebungen des Zensus 2011 lebten am Stichtag, dem 9. Mai 2011, in Heuchelheim 7308 Einwohner. Darunter waren 492 (6,7 %) Ausländer, von denen 186 aus dem EU-Ausland, 220 aus anderen europäischen Ländern und 83 aus anderen Staaten kamen. Die Einwohner lebten in 3391 Haushalten. Davon waren 1139 Singlehaushalte, 994 Paare ohne Kinder und 917 Paare mit Kindern sowie 254 Alleinerziehende und 87 Wohngemeinschaften.

### Einwohnerentwicklung
| • 1502: | 0036 Männer                                                                                |
| • 1577: | 0074 Hausgesesse                                                                           |
| • 1630: | 0009 zweispännige, 31 einspännige Ackerleute, 22 Einläuftige, 2 Witwen, 13 Vormundschaften |
| • 1669: | 0338 Einwohner                                                                             |
| • 1742: | 0003 Geistliche/Beamte, 145 Untertanen, 47 Junge Mannschaften, 13 Beisassen/Juden          |
| • 1791: | 0872 Einwohner                                                                             |
| • 1800: | 0855 Einwohner                                                                             |
| • 1806: | 0999 Einwohner, 161 Häuser                                                                 |
| • 1829: | 1139 Einwohner, 185 Häuser                                                                 |
| • 1867: | 1413 Einwohner, 205 Häuser                                                                 |

| Heuchelheim: Einwohnerzahlen von 1791 bis 2015 | Heuchelheim: Einwohnerzahlen von 1791 bis 2015 | Heuchelheim: Einwohnerzahlen von 1791 bis 2015 | Heuchelheim: Einwohnerzahlen von 1791 bis 2015 | Heuchelheim: Einwohnerzahlen von 1791 bis 2015 |
| --- | ---------------------------------------------- | ---------------------------------------------- | ---------------------------------------------- | ---------------------------------------------- |
| Jahr |                                                |                                                |                                                | Einwohner                                      |
| 1791 | 1791                                           |                                                | 872                                            | 872                                            |
| 1800 | 1800                                           |                                                | 855                                            | 855                                            |
| 1806 | 1806                                           |                                                | 855                                            | 855                                            |
| 1829 | 1829                                           |                                                | 1.139                                          | 1.139                                          |
| 1834 | 1834                                           |                                                | 1.144                                          | 1.144                                          |
| 1840 | 1840                                           |                                                | 1.224                                          | 1.224                                          |
| 1846 | 1846                                           |                                                | 1.344                                          | 1.344                                          |
| 1852 | 1852                                           |                                                | 1.353                                          | 1.353                                          |
| 1858 | 1858                                           |                                                | 1.386                                          | 1.386                                          |
| 1864 | 1864                                           |                                                | 1.414                                          | 1.414                                          |
| 1871 | 1871                                           |                                                | 1.476                                          | 1.476                                          |
| 1875 | 1875                                           |                                                | 1.589                                          | 1.589                                          |
| 1885 | 1885                                           |                                                | 1.780                                          | 1.780                                          |
| 1895 | 1895                                           |                                                | 1.972                                          | 1.972                                          |
| 1905 | 1905                                           |                                                | 2.390                                          | 2.390                                          |
| 1910 | 1910                                           |                                                | 2.577                                          | 2.577                                          |
| 1925 | 1925                                           |                                                | 2.687                                          | 2.687                                          |
| 1939 | 1939                                           |                                                | 3.171                                          | 3.171                                          |
| 1946 | 1946                                           |                                                | 4.145                                          | 4.145                                          |
| 1950 | 1950                                           |                                                | 4.370                                          | 4.370                                          |
| 1956 | 1956                                           |                                                | 4.382                                          | 4.382                                          |
| 1961 | 1961                                           |                                                | 4.650                                          | 4.650                                          |
| 1967 | 1967                                           |                                                | 6.350                                          | 6.350                                          |
| 1972 | 1972                                           |                                                | 6.943                                          | 6.943                                          |
| 1975 | 1975                                           |                                                | 7.118                                          | 7.118                                          |
| 1980 | 1980                                           |                                                | 7.340                                          | 7.340                                          |
| 1985 | 1985                                           |                                                | 7.282                                          | 7.282                                          |
| 1990 | 1990                                           |                                                | 7.338                                          | 7.338                                          |
| 1995 | 1995                                           |                                                | 7.810                                          | 7.810                                          |
| 2000 | 2000                                           |                                                | 7.625                                          | 7.625                                          |
| 2005 | 2005                                           |                                                | 7.570                                          | 7.570                                          |
| 2010 | 2010                                           |                                                | 7.595                                          | 7.595                                          |
| 2011 | 2011                                           |                                                | 7.308                                          | 7.308                                          |
| 2015 | 2015                                           |                                                | 7.501                                          | 7.501                                          |
| Datenquelle: Historisches Gemeindeverzeichnis für Hessen: Die Bevölkerung der Gemeinden 1834 bis 1967. Wiesbaden: Hessisches Statistisches Landesamt, 1968. Weitere Quellen: 1972:; ab 1975:; Zensus 2011 Ab 1972 einschließlich der im Zuge der Gebietsreform in Hessen eingegliederten Orte. |                                                |                                                |                                                |                                                |

### Historische Religionszugehörigkeit
| • 1830: | 1113 evangelische, ein katholischer, 25 jüdische Einwohner                                    |
| • 1961: | 3727 evangelische, 800 katholische Einwohner                                                  |
| • 2011: | 3886 evangelische (= 53,2 %), 1061 katholische (= 14,5 %), 2362 sonstige (= 32,3 %) Einwohner |

### Erwerbstätigkeit
| • 1961: | Erwerbspersonen: 243 Land- und Forstwirtschaft, 1461 produktives Gewerbe, 312 Handel, Verkehr und Nachrichtenübermittlung, 346 Dienstleistungen und Sonstige. |

## Politik

### Gemeindevertretung
Die Kommunalwahl am 14. März 2021 lieferte folgendes Ergebnis, in Vergleich gesetzt zu früheren Kommunalwahlen:
| Gemeindevertretung – Kommunalwahlen 2021 | Gemeindevertretung – Kommunalwahlen 2021                                                 |
| --- | ---------------------------------------------------------------------------------------- |
| Stimmenanteil in %Wahlbeteiligung: 57,5 % 403020100 30,524,222,210,08,84,4 CDUGrüneSPDKWIFWGFDPGewinne und Verlusteim Vergleich zu 2016 %p 12 10 8 6 4 2 0 −2 −4 −6 −8−6,3+10,5−3,4+1,7−1,4−1,0CDUGrüneSPDKWIFWGFDP | SitzverteilungInsgesamt 27 Sitze - SPD: 6 - Grüne: 7 - KWI: 3 - FDP: 1 - FWG: 2 - CDU: 8 |

| Parteien und Wählergemeinschaften | Parteien und Wählergemeinschaften           | 2021  | 2021  | 2016  | 2016  | 2011  | 2011  | 2006  | 2006  | 2001  | 2001  |
| Parteien und Wählergemeinschaften | Parteien und Wählergemeinschaften           | %     | Sitze | %     | Sitze | %     | Sitze | %     | Sitze | %     | Sitze |
| --------------------------------- | ------------------------------------------- | ----- | ----- | ----- | ----- | ----- | ----- | ----- | ----- | ----- | ----- |
| CDU                               | Christlich Demokratische Union Deutschlands | 30,5  | 8     | 36,8  | 11    | 33,6  | 10    | 24,9  | 8     | 26,2  | 8     |
| Grüne                             | Bündnis 90/Die Grünen                       | 24,2  | 7     | 13,7  | 4     | 16,7  | 5     | 12,8  | 4     | 12,3  | 4     |
| SPD                               | Sozialdemokratische Partei Deutschlands     | 22,2  | 6     | 25,6  | 8     | 27,4  | 9     | 29,6  | 9     | 40,4  | 12    |
| KWI                               | Kinzenbacher Wählerinitiative               | 10,0  | 3     | 8,3   | 3     | 9,6   | 3     | 12,2  | 4     | —     | —     |
| FWG                               | Freie Wählergruppe Heuchelheim              | 8,8   | 2     | 10,2  | 3     | 8,7   | 3     | 13,4  | 4     | 12,9  | 4     |
| FDP                               | Freie Demokratische Partei                  | 4,4   | 1     | 5,4   | 2     | 3,9   | 1     | 7,1   | 2     | 8,2   | 3     |
| Gesamt                            | Gesamt                                      | 100,0 | 27    | 100,0 | 31    | 100,0 | 31    | 100,0 | 31    | 100,0 | 31    |
| Ungültige Stimmen in %            | Ungültige Stimmen in %                      | 2,7   | —     | 4,7   | —     | 3,7   | —     | 2,9   | —     | 3,1   | —     |
| Wahlbeteiligung in %              | Wahlbeteiligung in %                        | 57,5  | 57,5  | 55,8  | 55,8  | 55,8  | 55,8  | 54,1  | 54,1  | 59,0  | 59,0  |

### Bürgermeister
Nach der hessischen Kommunalverfassung wird der Bürgermeister für eine sechsjährige Amtszeit gewählt, seit dem Jahr 1993 in einer Direktwahl. Er ist Vorsitzender des Gemeindevorstands, dem in der Gemeinde Heuchelheim neben dem Bürgermeister ehrenamtlich ein Erster Beigeordneter und acht weitere Beigeordnete angehören. Bürgermeister ist seit dem 19. Dezember 2009 Lars Burkhard Steinz (CDU). Er wurde als Nachfolger von Helmut Fricke (SPD), der nach zwei Amtszeiten nicht wieder kandidiert hatte, am 7. Juni 2009 im ersten Wahlgang bei 53,7 Prozent Wahlbeteiligung mit 51,8 Prozent der Stimmen gewählt. Es folgten zwei Wiederwahlen, zuletzt im Juni 2021.
Amtszeiten der Bürgermeister
- 2009–2027 Lars Burkhard Steinz (CDU)[30]
- 1997–2009 Helmut Fricke (SPD) (1944–2024)[33]
- 1985–1997 Willi Marx (SPD)
- 1979–1985 Adolf Menges[34]
- 1977–1979 kein Bürgermeister wegen Eingliederung in die Stadt Lahn
- 1967–1977 Otto Bepler

### Wappen
Als Hoheitszeichen führt die Gemeinde Heuchelheim dieses Wappen:
| Wappen der Gemeinde Heuchelheim | Blasonierung: „In Silber unter rotem Schildhaupt aus drei gestürzten Spitzen schräglinks angeordnet ein blaues Mühlrad und eine blaue Lilie.“ |
| Wappen der Gemeinde Heuchelheim | Wappenbegründung: Das Wappen wurde am 15. Januar 1982 durch das Hessische Ministerium des Innern genehmigt.                                   |

### Flagge
Die Flagge wurde am 3. September 1985 durch das Hessische Ministerium des Innern genehmigt.
Flaggenbeschreibung: „Auf weißer Mittelbahn, begrenzt von zwei roten Randstreifen, in der oberen Hälfte aufgelegt das Gemeindewappen.“

## Kultur und Sehenswürdigkeiten

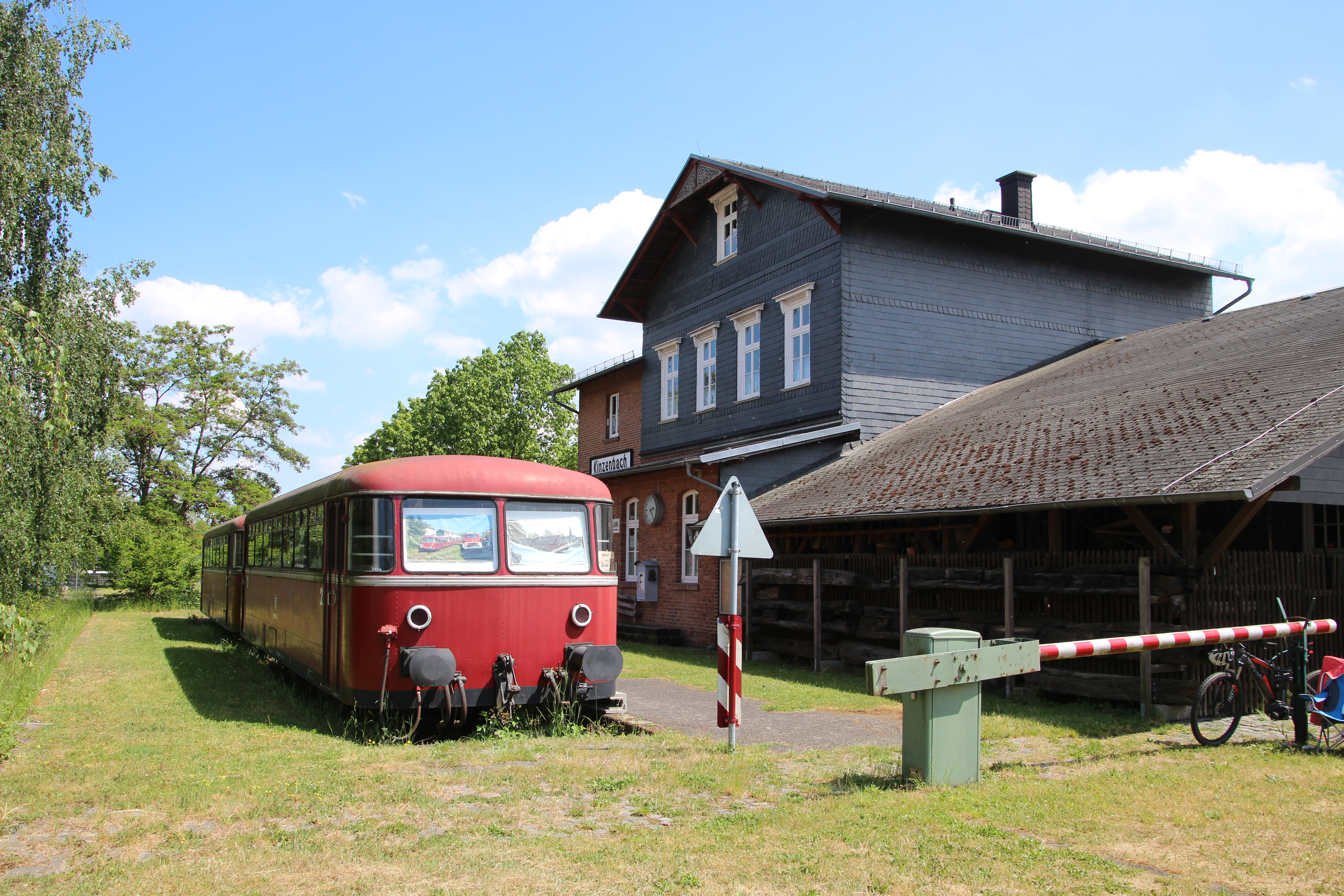
Heimatmuseum im ehemaligen Bahnhof Kinzenbach. Im Vordergrund ein Schienenbus

Sehenswürdigkeiten der Gemeinde am Bieberbach sind das Heimatmuseum im alten Kinzenbacher Bahnhof sowie das Kameramuseum. Sie werden vom Heimat- und Geschichtsverein Heuchelheim-Kinzenbach e. V. in privater Trägerschaft geführt.

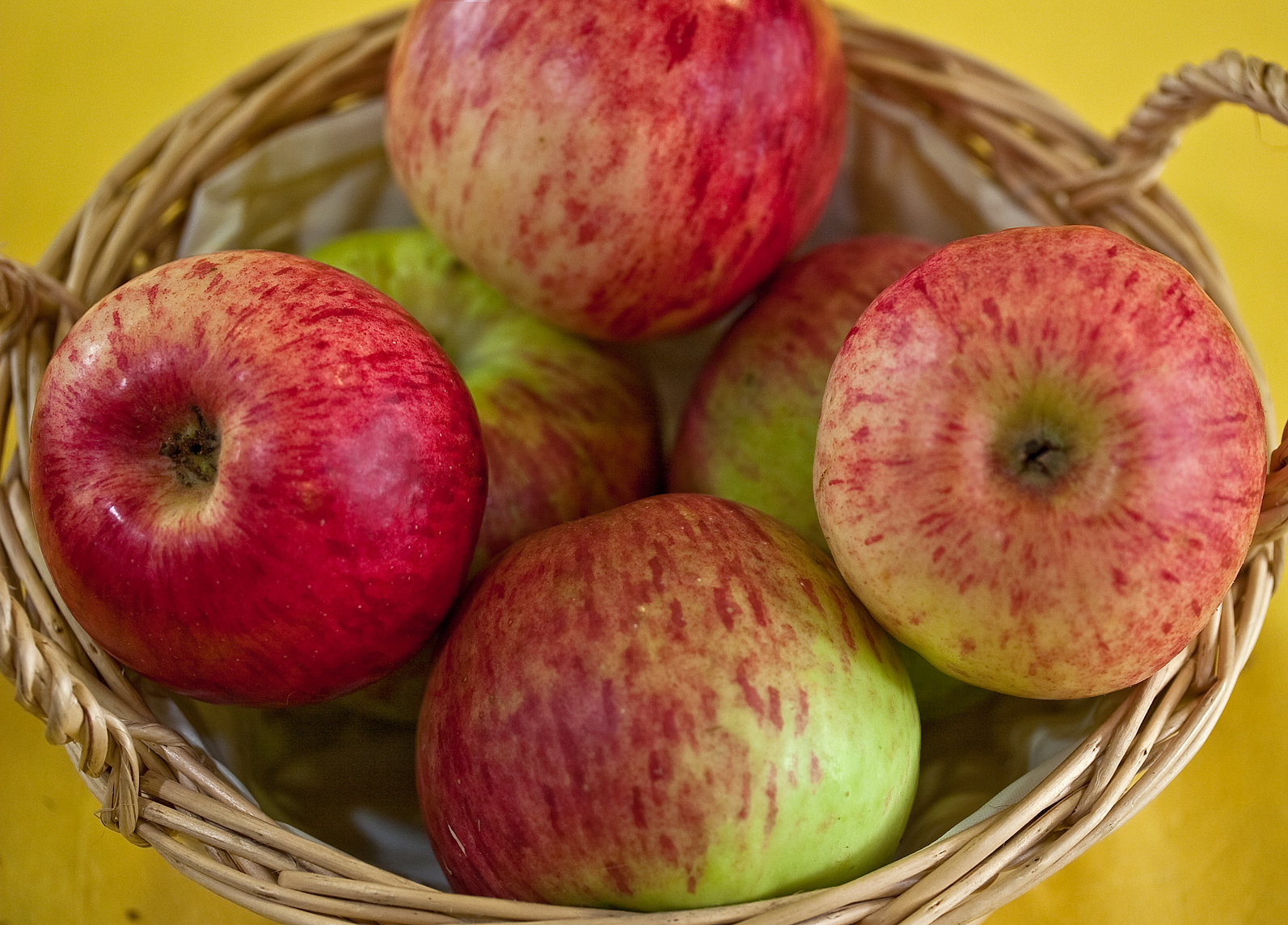
Heuchelheimer Schneeapfel

Im Jahr 2003 wurde der Heuchelheimer Schneeapfel als „Hessische Lokalsorte des Jahres“ ausgewählt. Der Pomologen-Verein will damit auf alte erhaltenswerte Obstsorten in Hessen aufmerksam machen. Darüber hinaus werden neben Vorträgen und Ausstellungen auch Pflegemaßnahmen an Altbäumen durchgeführt, Reiser gewonnen und an Baumschulen abgegeben sowie nicht zuletzt Apfelbäume gepflanzt.

### Bauwerke
- Im ehemaligen Bahnhof Kinzenbach befindet sich ein Heimatmuseum. Es beschäftigt sich unter anderem mit der inzwischen stillgelegten Bahnstrecke Lollar–Wetzlar, einem Teilstück der Kanonenbahn
- Martinskirche in Heuchelheim (13.–15. Jahrhundert)
- Evangelische Kirche in Kinzenbach im Stil der Neugotik (1863)
- Drehhaus
- Windhof

### Sport

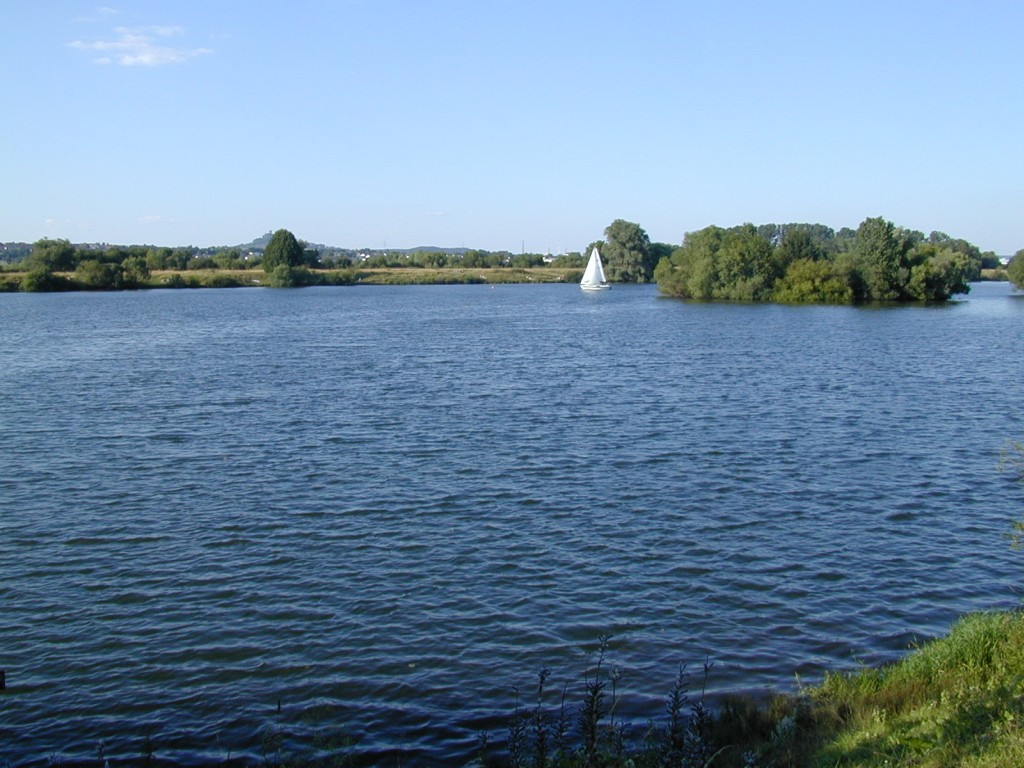
Wassersport auf dem Heuchelheimer See

Der TSF Heuchelheim ist unter anderem im Handball, Tischtennis, Fußball und Turnen aktiv. Im Handball stieg die erste Männermannschaft in die Oberliga auf und konnte in der Saison 2009/2010 die Klasse halten. Am jährlichen Mitternachtslauf im August nehmen Menschen aus der gesamten Region teil.
Im Ortsteil Kinzenbach gibt es mit der Sportgemeinschaft Kinzenbach einen weiteren Sportverein. Die im April 1955 gegründete SG ist mit über 600 Mitgliedern der größte Verein im Ortsteil. Er bietet Fußball, Basketball, Gymnastik, Turnen und Tischtennis an. Im Mai 2015 errang die erste Fußball-Männermannschaft die Meisterschaft in der Gruppenliga und stieg in die Verbandsliga Mitte auf. 2014 und 2015 gewann die Mannschaft den Kreispokal. Mit Meisterschaft und Pokalsieg feierte die SG Kinzenbach 2015 den größten Erfolg in ihrer 60-jährigen Vereinsgeschichte.

## Wirtschaft und Infrastruktur

### Flächennutzung
Das Gemeindegebiet umfasst eine Gesamtfläche von 1058 Hektar, davon entfallen in ha auf:
| Nutzungsart             | Nutzungsart             | 2011 | 2015 |
| ----------------------- | ----------------------- | ---- | ---- |
| Gebäude- und Freifläche | Gebäude- und Freifläche | 222  | 223  |
| davon                   | Wohnen                  | 135  | 131  |
|                         | Gewerbe                 | 41   | 47   |
| Betriebsfläche          | Betriebsfläche          | 24   | 20   |
| davon                   | Abbauland               | 1    | 1    |
| Erholungsfläche         | Erholungsfläche         | 23   | 24   |
| davon                   | Grünanlage              | 17   | 18   |
| Verkehrsfläche          | Verkehrsfläche          | 107  | 107  |
| Landwirtschaftsfläche   | Landwirtschaftsfläche   | 540  | 541  |
| davon                   | Moor                    | 0    | 0    |
|                         | Heide                   | 0    | 0    |
| Waldfläche              | Waldfläche              | 73   | 73   |
| Wasserfläche            | Wasserfläche            | 51   | 51   |
| Sonstige Nutzung        | Sonstige Nutzung        | 19   | 19   |

### Unternehmen
Heuchelheim ist ein bedeutender Industriestandort mit größeren Betrieben der Kohlenstofftechnik z. B. der Schunk Group. Die Fa. Berkenhoff hat hier ihren Hauptsitz und betreibt eine Produktion von Kupferdrähten für die Elektronik- und Automobilindustrie.
Die Firma Rinn betreibt ein Werk zur Herstellung von Betonplatten und einem Sortiment aus Naturstein- und Betonelementen zur Garten- und Landschaftsgestaltung. In früheren Jahren waren in Heuchelheim auch die Zigarrenproduktion (Rinn & Cloos) und von 1948 bis 1995 die Kameraherstellung durch Minox GmbH Wetzlar von Bedeutung.

### Naherholung
Der Naherholung dienen die südlich des Ortes gelegenen „Heuchelheimer Seen“, ehemalige Baggerseen, die heute im Wassersport genutzt werden. Außerdem befindet sich südlich und westlich des Ortes das Naturschutzgebiet Lahnauen, in das u. a. weitere frühere Baggerseen als Brut- und Rastgebiet von Wasservögeln integriert sind.

## Persönlichkeiten
- Otto Bepler (SPD) (1912–2005), langjähriger Bürgermeister, Ehrenbürger der Gemeinde Heuchelheim.
- Albert Boßler (1861–1928), Lehrer, Direktor und Heimatkundler
- Philipp Kreiling (1827–1884), Landtagsabgeordneter
- Albert Rinn (1934–2019), Radsporttrainer und Radsportler
- Ludwig Rinn (1870–1958), Gründer der Zigarrenfabriken Rinn&Cloos (R&C), Commerzienrat der Stadt Gießen, Ehrenbürger der Stadt Gießen und der Gemeinde Heuchelheim.
- Ludwig Schunk (1884–1947), Mitbegründer der Firma Schunk und Ebe oHG.
- Til Schweiger (* 1963), Schauspieler, lebte von 1977 bis zu seinem Abitur in Heuchelheim.